# Tufão Melor (2009)
O tufão Melor (designação internacional: 0918; designação do JTWC: 20W; designação filipina: tufão Quedan) foi um intenso ciclone tropical que afetou as Marianas Setentrionais e atingiu o Japão no final de setembro e início de outubro de 2009. Sendo o vigésimo sexto ciclone tropical, a décima oitava tempestade dotada de nome e o décimo tufão da temporada de tufões no Pacífico de 2009, Melor formou-se de uma área de perturbações meteorológicas a várias centenas de quilômetros a leste-sudeste das Marianas Setentrionais em 29 de setembro. Com condições meteorológicas favoráveis ao seu desenvolvimento, Melor tornou-se uma tempestade tropical ainda naquele dia, e uma tempestade tropical severa no dia seguinte, assim que seguia vigorosamente para oeste-noroeste. A partir de então, Melor começou a sofrer rápida intensificação e se tornou um tufão em 1 de outubro. Melor continuou a se intensificar rapidamente, e atingiu seu pico de intensidade em 4 de outubro, com ventos máximos sustentados de 215 km/h (10 minutos sustentados), segundo a Agência Meteorológica do Japão (AMJ), ou 260 km/h (1 minuto sustentado), segundo o Joint Typhoon Warning Center (JTWC), tornando-se o mais intenso tufão da temporada após superar a pressão atmosférica central mínima do tufão Choi-wan em 5 hPa.
Melor foi capaz de manter seu pico de intensidade por várias horas devido às excelentes condições meteorológicas. Porém, a partir de 5 de outubro, Melor começou a se enfraquecer gradualmente assim que começou a seguir para norte e para nordeste, encontrando condições meteorológicas menos favoráveis e sofrendo mudanças em seu núcleo interno. Em 7 de outubro, Melor atingiu o Japão ainda como um tufão, com ventos de até 130 km/h, mas se enfraqueceu para uma tempestade logo em seguida. Melor continuou a seguir sobre o Japão, e se tornou um ciclone extratropical em 9 de outubro, quando a AMJ e o JTWC emitiram seus avisos finais sobre o sistema.
O tufão causou apenas danos mínimos nas Marianas Setentrionais, mesmo sendo um intenso tufão. Contudo, Melor foi o primeiro tufão a atingir o Japão na temporada de 2009 e o mais intenso ciclone tropical a atingir o país desde o tufão Man-yi, em 2007. Pelo menos 3 mortes foram registradas no arquipélago japonês.

## História meteorológica

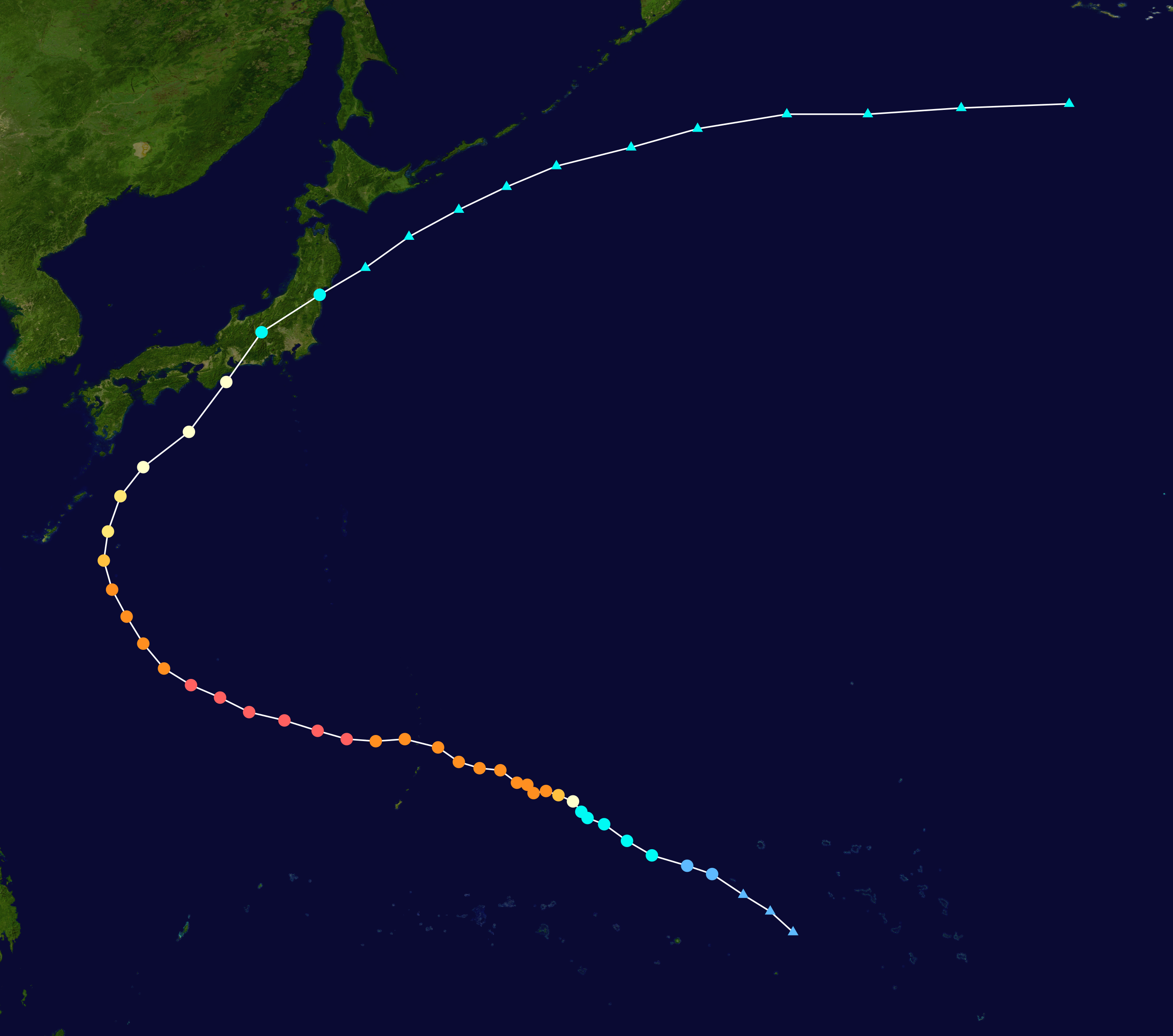
O caminho de Melor

O tufão Melor formou-se de uma área de perturbações meteorológicas que persistia a cerca de 500 km a sul do Atol de Kwajalein, Ilhas Marshall, começou a mostrar sinais de organização em 27 de setembro. Inicialmente, a perturbação estava dotada de áreas fragmentadas de convecção profunda, que estavam começando a girar em torno de um centro ciclônico de baixos níveis mal definido, mas em processo de consolidação. No dia seguinte, a perturbação continuou a se organizar com a melhora dos fluxos de saída de altos níveis, auxiliados pela formação de um anticiclone de altos níveis. Além disso, a perturbação, que estava embebida num cavado de monção, era favorecida pelas boas condições meteorológicas para o seu desenvolvimento, como o baixo cisalhamento do vento. Ainda naquela noite, o Joint Typhoon Warning Center (JTWC), órgão da Marinha dos Estados Unidos responsável pela monitoração de ciclones tropicais, emitiu um Alerta de Formação de Ciclone Tropical (AFCT) sobre o sistema, com base na contínua consolidação de sua circulação ciclônica de baixos níveis e na formação de novas áreas de convecção profunda. O alerta significava que a perturbação poderia se tornar um ciclone tropical significativo dentro de um período de 12 a 24 horas. No início da madrugada (UTC) de 29 de setembro, a Agência Meteorológica do Japão (AMJ) classificou o sistema para uma depressão tropical fraca, e para uma depressão tropical plena horas depois, baseado na contínua consolidação do sistema. Ainda naquela manhã, o JTWC classificou a perturbação para uma depressão tropical, e lhe atribuiu a designação "20W", com base na contínua consolidação do seu centro ciclônico de baixos níveis. Além disso, a depressão já estava dotada de um pequeno centro denso nublado e situada numa região com excelentes condições meteorológicas, como baixo cisalhamento do vento e águas oceânicas quentes.

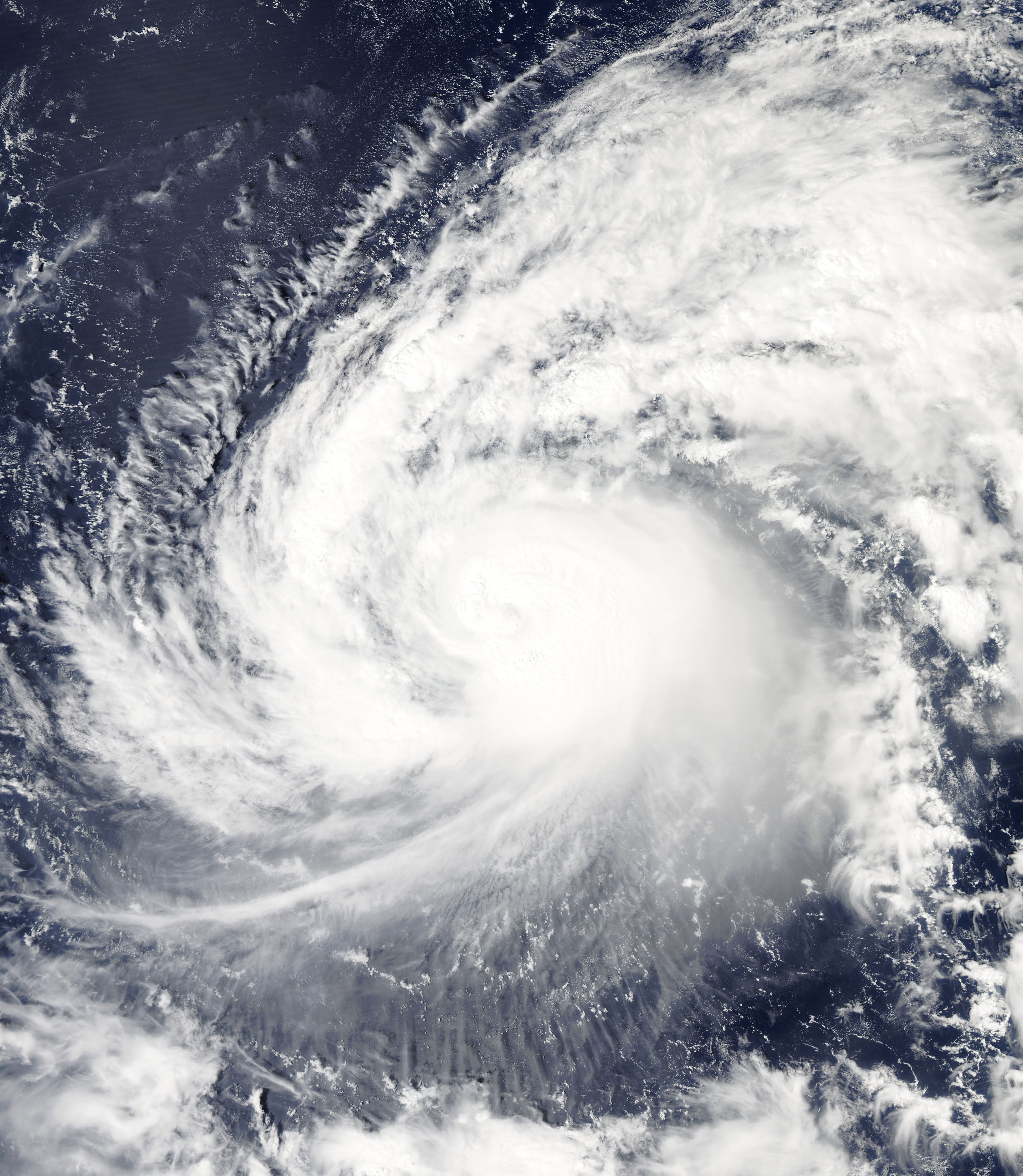
O tufão Melor perto de Ilhas Marianas em 3 de outubro

Seguindo rapidamente para oeste-noroeste ao longo da periferia sul de uma alta subtropical, a AMJ classificou o sistema poucas horas depois para uma tempestade tropical, baseado na contínua consolidação do ciclone, e lhe atribuiu o nome "Melor", nome que foi submetido à lista de nomes de tufões pela Malásia, e refere-se à flor de jasmim na língua malaia. A partir de então, o sistema começou a se intensificar assim que novas áreas de convecção se formavam em associação ao centro ciclônico de baixos níveis, que estava mais consolidado. Além disso, os fluxos de saída do ciclone ficaram mais bem estabelecidos pela presença de um anticiclone de altos níveis ao seu leste. Com isso, o JTWC também classifcou o sistema para uma tempestade tropical ainda naquela noite (UTC). Além disso, a aproximação de um cavado tropical de alta troposfera estabeleceu ainda mais os fluxos de saída de altos níveis, induzindo a continua intensificação de Melor, que era ainda favorecido pelas águas oceânicas quentes. Com isso, a AMJ classificou Melor para uma tempestade tropical severa no início da noite (UTC) de 30 de setembro. Baseado na contínua intensificação de Melor, a AMJ classificou o sistema para um tufão no início da madrugada (UTC) de 1 de setembro. Naquele momento, Melor começou a desenvolver um olho no centro de suas áreas de convecção, indicando plena intensificação, e poucas horas depois, o JTWC também classificou o sistema para um tufão.

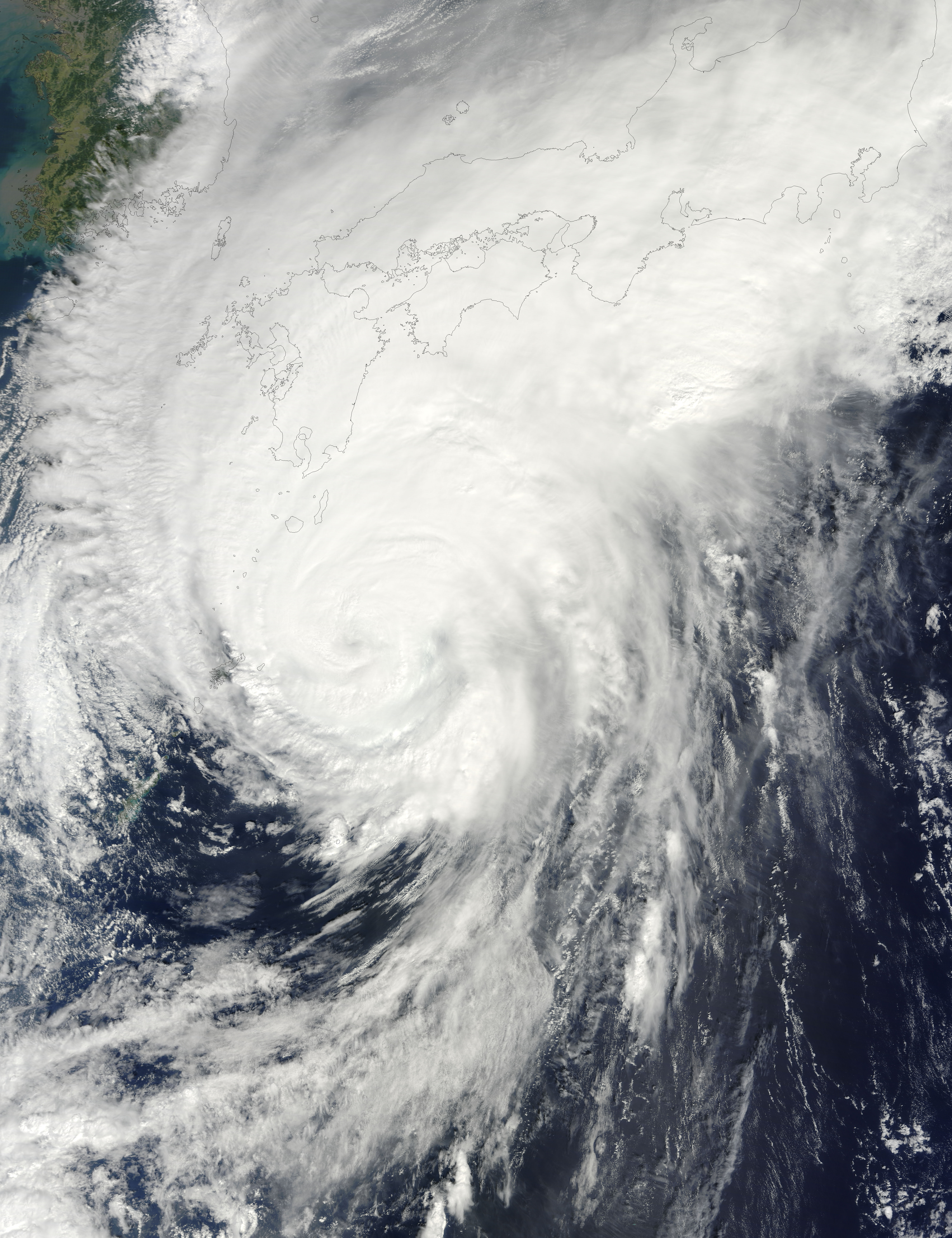
O tufão Melor se aproximando Japão em 7 de outubro

A partir de então, Melor começou a sofrer intensificação explosiva, e seus ventos máximos sustentados aumentaram em 70 km/h em um período de apenas seis horas. Contudo, a partir da noite (UTC) de 1 de outubro, a tendência intensificação de Melor foi paralisada enquanto seu núcleo interno estava em processo de consolidação. Melor voltou a se intensificar no início da madrugada de 2 de outubro assim que seu olho se contraiu. Melor começou a exibir um olho "buraco de agulha", segundo os meteorologistas, a partir de então. A tendência de intensificação de Melor foi novamente paralisada assim que o tufão começou a sofrer novas mudanças em seu núcleo interno a partir daquela tarde. Horas mais tarde, Melor começou a se enfraquecer lentamente devido à passagem de um cavado de altos níveis, que deteriorou os fluxos de saída já estabelecidos no quadrante oeste do tufão. Algumas imagens de satélite registraram a quebra da parede do olho, indicando que o tufão estava se enfraquecendo. No entanto, a tendência de enfraquecimento foi apenas por um breve período, e assim que o cavado de altos níveis se afastou de Melor, o tufão voltou a se fortalecer na madrugada de 3 de outubro, e sua parede do olho se reformou. Melor voltou a se intensificar assim que seu olho voltou a ter um diâmetro médio, e atingiu seu pico de intensidade e se tornou um super tufão, segundo o JTWC, durante a madrugada (UTC) de 4 de outubro, com ventos máximos sustentados de 260 km/h (1 minuto sustentado), segundo o JTWC, ou 205 km/h (10 minutos sustentados), e uma pressão atmosférica central mínima de 910 hPa. Com isso, Melor tornou-se o mais intenso tufão da temporada, ultrapassando a intensidade do tufão Choi-wan em alguns hectopascais.

O tufão Melor (à direita) e o tempestade tropical Parma (à esquerda) em 7 de outubro

Melor manteve sua intensidade por cerca de 30 horas antes de começar a se enfraquecer lentamente em 15 de outubro, assim que o ciclone começou na seguir para noroeste. Melor deixou de ser um super tufão, segundo o JTWC, na madrugada de 6 de outubro, assim que suas áreas de convecção associadas começaram a ser afetadas negativamente pelos fortes ventos do oeste. Ao mesmo tempo, Melor começou a seguir mais para norte assim que alcançou a borda oeste da alta subtropical que o guiava. Naquela noite, Melor começou a ser afetado por cisalhamento do vento assim que passou abaixo do jato subtropical, na altura do paralelo 26°N, assim que seguia para norte. Com isso, Melor ficou mais assimétrico e começou a se enfraquecer mais rapidamente. Melor começou a sofrer transição extratropical na tarde de 7 de outubro, assim que começava a se interagir com a forte zona baroclínica situada aos arredores do Japão. Ao mesmo tempo, o tufão se enfraquecia rapidamente devido às condições meteorológicas mais desfavoráveis, como águas oceânicas mais frias. Mais tarde naquele dia, Melor fez landfall na costa de Honshu, Japão, a oeste de Tóquio, com ventos de até 140 km/h. Logo em seguida, no início da madrugada (UTC) de 8 de outubro, a AMJ desclassificou Melor para uma tempestade tropical severa devido ao contínuo enfraquecimento do ciclone. Poucas horas depois, o JTWC também desclassificou Melor para uma tempestade tropical assim que seu centro ciclônico ficou exposto, livre de nuvens. Ao mesmo tempo, Melor já apresentava sinais de frontogênese, indicando contínua transição para um ciclone extratropical.
Ainda naquela manhã, o JTWC desclassificou Parma para um ciclone extratropical remanescente, e emitiu seu aviso final sobre o sistema horas depois. A AMJ fez o mesmo na manhã (UTC) de 9 de outubro.

## Preparativos e impactos

O tufão Melor (canto superior direito) dirigindo-se para o Japão. Na imagem nota-se a depressão tropical Parma no canto esquerdo inferior

Embora Melor fosse um tufão muito intenso durante a sua passagem pelas Marianas Setentrionais, Melor causou poucos danos na região. Os principais efeitos foram pequenas enchentes causadas por chuvas fortes em Saipan. Fortes ventos também derrubaram alguns postes e árvores. No entanto, nenhum dano estrutural foi relatado. Cerca de 64 mm de chuva caiu na ilha durante a passagem do tufão, sendo que 51 mm caíram num período de 6 horas. Durante o auge da tempestade, cerca de 500 residências ficaram sem eletricidade em Tinian, que foi rapidamente reduzido para 90 residências nas horas seguintes.

Animação de imagens de satélite no canal infravermelho do sistema extratropical remanescente de Melor ao largo da costa oeste dos Estados Unidos

Melor atingiu o sul da ilha de Honshu, a principal ilha do arquipélago japonês em 8 de outubro. A passagem do tufão obrigou o cancelamento ou o adiamento de mais de 510 voos domésticos ou internacionais no Japão. Pelo menos 3 milhões de pessoas foram afetadas pelos atrasos nas linhas de trem devido ao mau tempo provocado por Melor. Centenas de escolas e colégios foram fechadas durante a passgaem da tempestade.  O tufão Melor foi o primeiro a atingir o Japão desde a passagem do tufão Man-yi em 2007.
Pelo menos 500.000 pessoas foram afetadas diretamente pelos efeitos de Melor no Japão, principalmente devido aos blackout, principalmente aos arredores de Tóquio. Pelo menos 400 residências foram danificadas ou destruídas. As chuvas e ventos fortes, acompanhados inclusive de tornados, deixaram mais de 116 pessoas feridas e quatro outras perderam suas vidas.
O ciclone extratropical remanescente de Melor tornou-se uma das mais intensas tempestades a atingir a costa oeste dos Estados Unidos da história. A tempestade provocou chuvas fortes em toda a região; no condado de Monterey, a precipitação acumulada máxima chegou a 542 mm. A cidade de San Francisco, Califórnia, registrou as mais intensas chuvas num período de 24 horas em toda a história. As chuvas intensas causaram o bloqueio de rodovias e a interrupção do fornecimento de eletricidade para mais de 35.000 pessoas.